# Anne-Cécile Genre
Anne-Cécile Genre est une journaliste et documentariste française. Elle vit à Brooklyn et à Paris.

## Biographie
Anne-Cécile Genre est diplômée de l'École Supérieure de Journalisme. En 2017, elle réalise Les couples mythiques. Il s'agit de quatre documentaires sur les couples au cinéma.
En 2022, elle réalise Les Incorrectes, un documentaire dédié à Alice Milliat et aux premiers jeux olympiques féminins en 1922.

## Documentaires
- Grace Kelly, une femme libre, 52 min, 2015
- Hackers, makers, la science des amateurs, 52 min, 2016
- Gene Kelly : vivre et danser, 52 min, 2017

- Les couples mythiques du cinéma, série TV, 2017.
  - Clark Gable et Carole Lombard, 52 min
  - Jean Harlow et William Powell, 52 min
  - Barbara Stanwyck et Robert Taylor, 52 min
  - Katharine Hepburn et Spencer Tracy, 52 min
- Les Incorrectes : Alice Milliat et le début du sport au féminin, 62 min, 2022.
- Violette Morris, sans contrefaçon, 52 min, 2023.

## Prix
- Grand Prix, Fondation Varenne, 2010
- Prix du club de la presse du Nord Pas de Calais, 2010
- Prix spécial Histoire au Festival TV de Luchon, Bagnères-de-Luchon, 2022[4]
- Mention spéciale, Rendez-vous de l'histoire, Blois, 2021[5]